# 영동산업과학고등학교
영동산업과학고등학교(永同産業科學高等學校)는 대한민국 충청북도 영동군 영동읍 부용리에 있는 공립 고등학교이다.

## 학교 연혁
- 1936년 4월 25일 : 영동농업전수학교 개교
- 1946년 9월 1일 : 영동농림농업중학교 교명 변경
- 1950년 5월 22일 : 영동농업고등학교 교명 변경
- 1950년 9월 1일 : 영동농업중학교 폐지
- 1979년 3월 1일 : 원예과 증설
- 1989년 10월 5일 : 학칙변경 기계과 2학급 병설
- 1990년 10월 12일 : 영동농공고등학교 교명 변경
- 2006년 3월 1일 : 영동산업과학고등학교 교명 변경, 학칙변경(바이오식품과 1학급, 전자기계과 2학급)
- 2019년 12월 30일 : 학칙변경(바이오식품과 1, 융합기계과 1, 골프과 1)
- 2023년 9월 1일 : 제32대 박창수 교장 부임
- 2023년 12월 22일 : 제83회 졸업식 40명 졸업 (총 9,313명)
- 2024년 3월 4일 : 2024학년도 신입생 41명 입학

## 설치 학과
- 골프과
- 바이오식품과
- 융합기계과
- 스마트팜과

## 참고 자료
- 영동산업과학고등학교 - 한국교육학술정보원 학교알리미